# ایبرسهایم
ایبرسهایم (به آلمانی: Worms-Ibersheim) یک منطقهٔ مسکونی در آلمان است که در ورمس واقع شده‌است. ایبرسهایم ۶۸۳ نفر جمعیت دارد.